# Gyrtona ochreographa
Gyrtona ochreographa là một loài bướm đêm trong họ Noctuidae.